# Kids (OneRepublic)
Kids is een nummer van de Amerikaanse rockband OneRepublic uit 2016. Het is de tweede single van hun vierde studioalbum Oh My My.
Het nummer had wereldwijd weinig succes. Het kwam wel in veel landen in de hitlijsten, maar nergens erg hoog. In de Amerikaanse Billboard Hot 100 flopte het nummer met een 96e positie. In de Nederlandse Top 40 kwam het nummer tot een 17e positie in de Tipparade, en ook in Vlaanderen werd enkel de Tipparade gehaald.